# Vipperow
Vipperow is een plaats en voormalige  gemeente in de Duitse deelstaat Mecklenburg-Voor-Pommeren, en maakt deel uit van het Landkreis Mecklenburgische Seenplatte.
Vipperow telt  430 inwoners.
Op 26 mei 2019 fuseerde de gemeente Vipperow met Ludorf tot de gemeente Südmüritz.